# میرکو پیلیاسلی
میرکو پیلیاسلی (انگلیسی: Mirko Pigliacelli؛ زادهٔ ۳۰ ژوئن ۱۹۹۳) بازیکن فوتبال اهل ایتالیا است.
از باشگاه‌هایی که در آن بازی کرده‌است می‌توان به باشگاه فوتبال رجینا، باشگاه فوتبال تراپانی، باشگاه فوتبال پارما، باشگاه فوتبال فروزینونه، باشگاه فوتبال آ.اس. رم، باشگاه ورزشی یونیورسیتاتئا کرایووا، باشگاه فوتبال دلفینو پسکارا، باشگاه فوتبال ساسولو، و باشگاه فوتبال پرو ورچلی اشاره کرد.
وی همچنین در تیم‌های ملی فوتبال زیر ۱۸ سال ایتالیا، زیر ۱۹ سال ایتالیا، زیر ۲۰ سال ایتالیا، و زیر ۲۱ سال ایتالیا بازی کرده‌است.